# Diocesi di Treviso

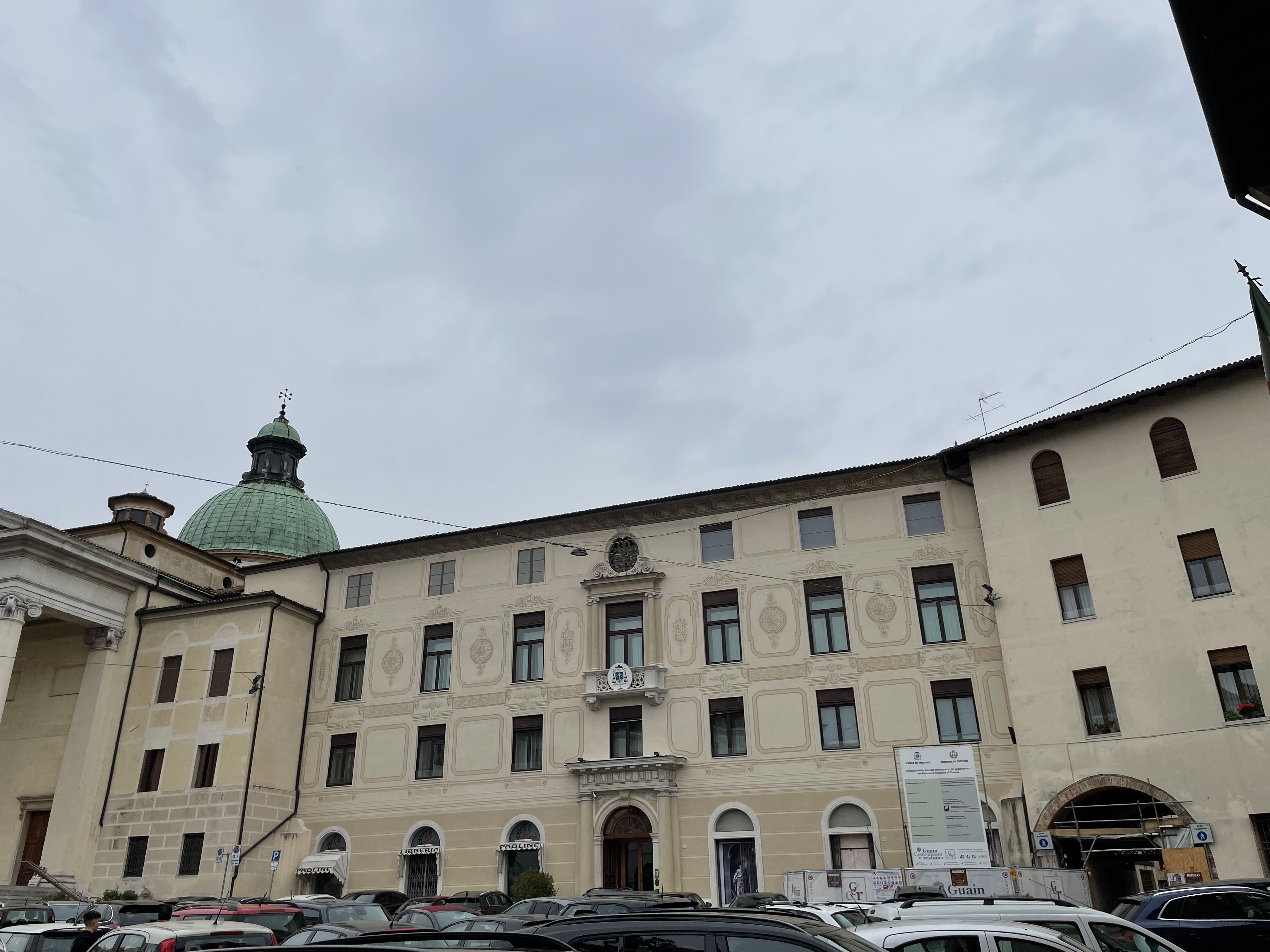
Palazzo vescovile di Treviso.

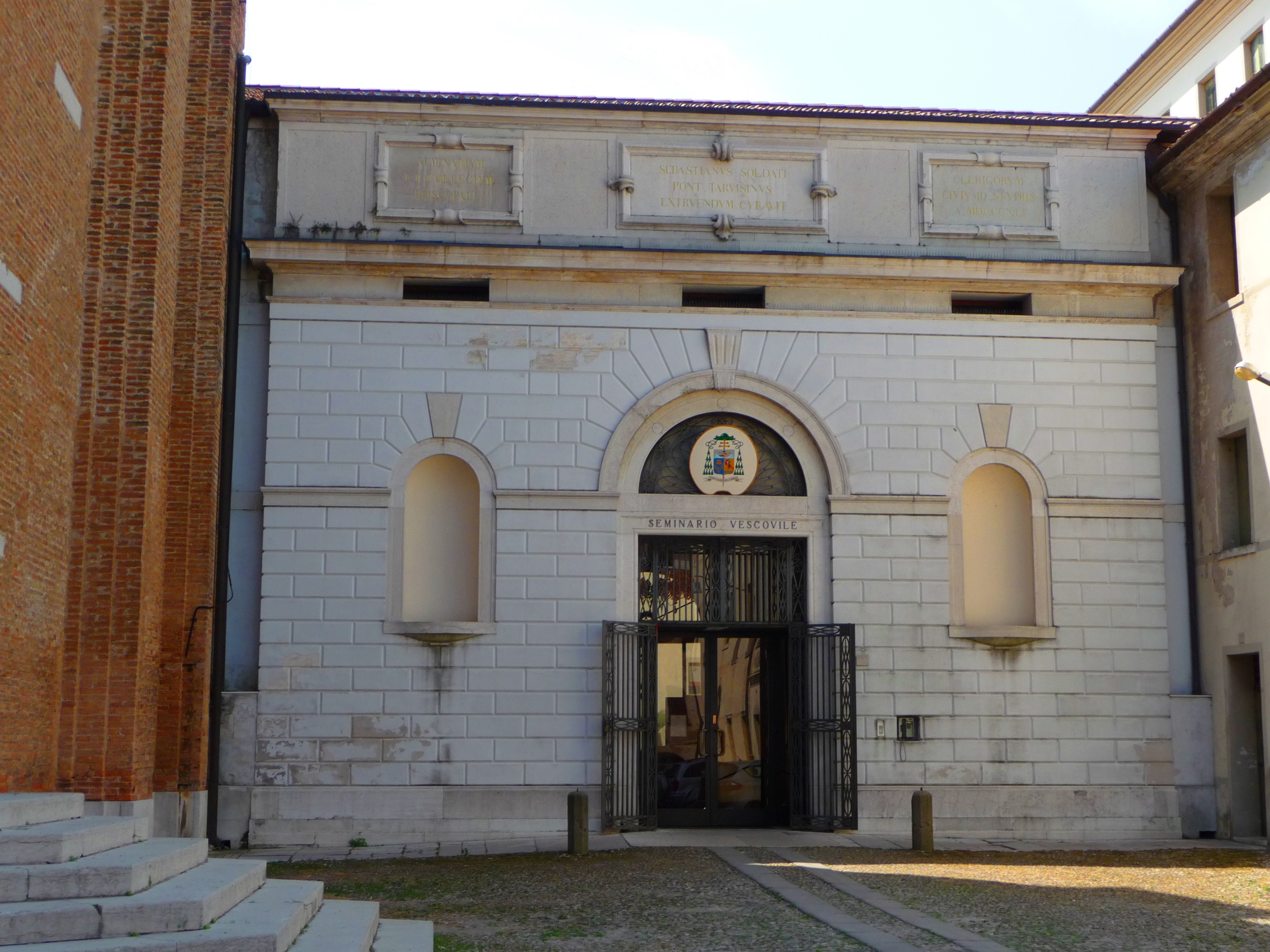
Entrata del seminario diocesano.

La diocesi di Treviso (in latino Dioecesis Tarvisina) è una sede della Chiesa cattolica in Italia suffraganea del patriarcato di Venezia appartenente alla regione ecclesiastica Triveneto. Nel 2023 contava 760.000 battezzati su 864.900 abitanti. È retta dal vescovo Michele Tomasi.

## Territorio
La diocesi è delimitata a nordovest dalle Prealpi Bellunesi e a est dal Piave (alcune parrocchie si trovano sulla riva sinistra a causa del mutevole corso del fiume); a ovest e a sud non segue dei confini naturali: essi si muovono da Paderno a Mussolente, scendendo poi verso Tombolo e piegando per Camposampiero e il Miranese. Il confine continua verso est escludendo i comuni di Venezia e Quarto d'Altino.
Sostanzialmente al centro di questo territorio sorge la città di Treviso, sede vescovile, in cui si trova la cattedrale di San Pietro. Nella stessa città sorge la basilica minore di Santa Maria Maggiore, nota con il nome di Basilica della Madonna Grande.
La diocesi riguarda quindi solo una parte della provincia di Treviso (la porzione sud-occidentale) e comprende altresì ampie porzioni della città metropolitana di Venezia e della provincia di Padova, cui si aggiunge il comune di Mussolente in provincia di Vicenza.
Il territorio è suddiviso in 265 parrocchie, raggruppate in 14 vicariati.

### Vicariati

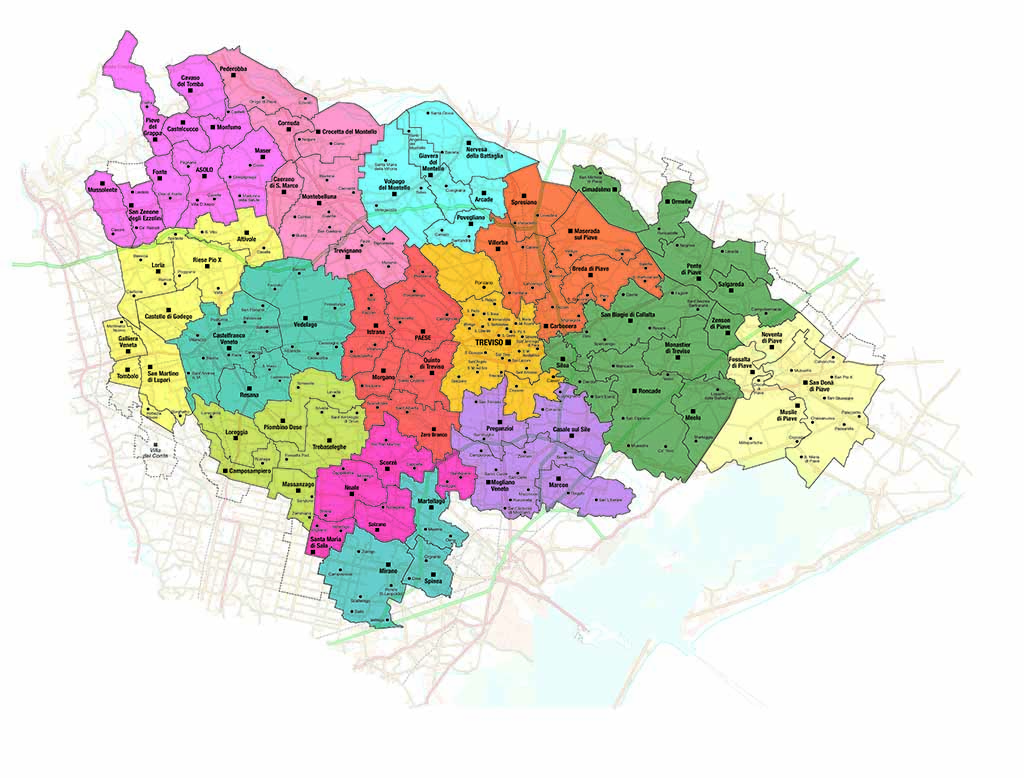
La mappa dei vicariati

Le parrocchie sono raggruppate nei seguenti vicariati:
- Vicariato urbano (con sede a Treviso, presso la cattedrale)
- Vicariato di Asolo (con sede ad Asolo)
- Vicariato di Camposampiero (con sede a Camposampiero)
- Vicariato di Castelfranco (con sede a Castelfranco Veneto)
- Vicariato di Castello di Godego (con sede a Castello di Godego)
- Vicariato di Mirano (con sede a Mirano)
- Vicariato di Mogliano (con sede a Mogliano Veneto)
- Vicariato di Monastier (con sede a Monastier di Treviso)
- Vicariato di Montebelluna (con sede a Montebelluna)
- Vicariato di Nervesa (con sede a Nervesa della Battaglia)
- Vicariato di Noale (con sede a Noale)
- Vicariato di Paese (con sede a Paese)
- Vicariato di San Donà di Piave (con sede a San Donà di Piave)
- Vicariato di Spresiano (con sede a Spresiano)

### Collaborazioni pastorali

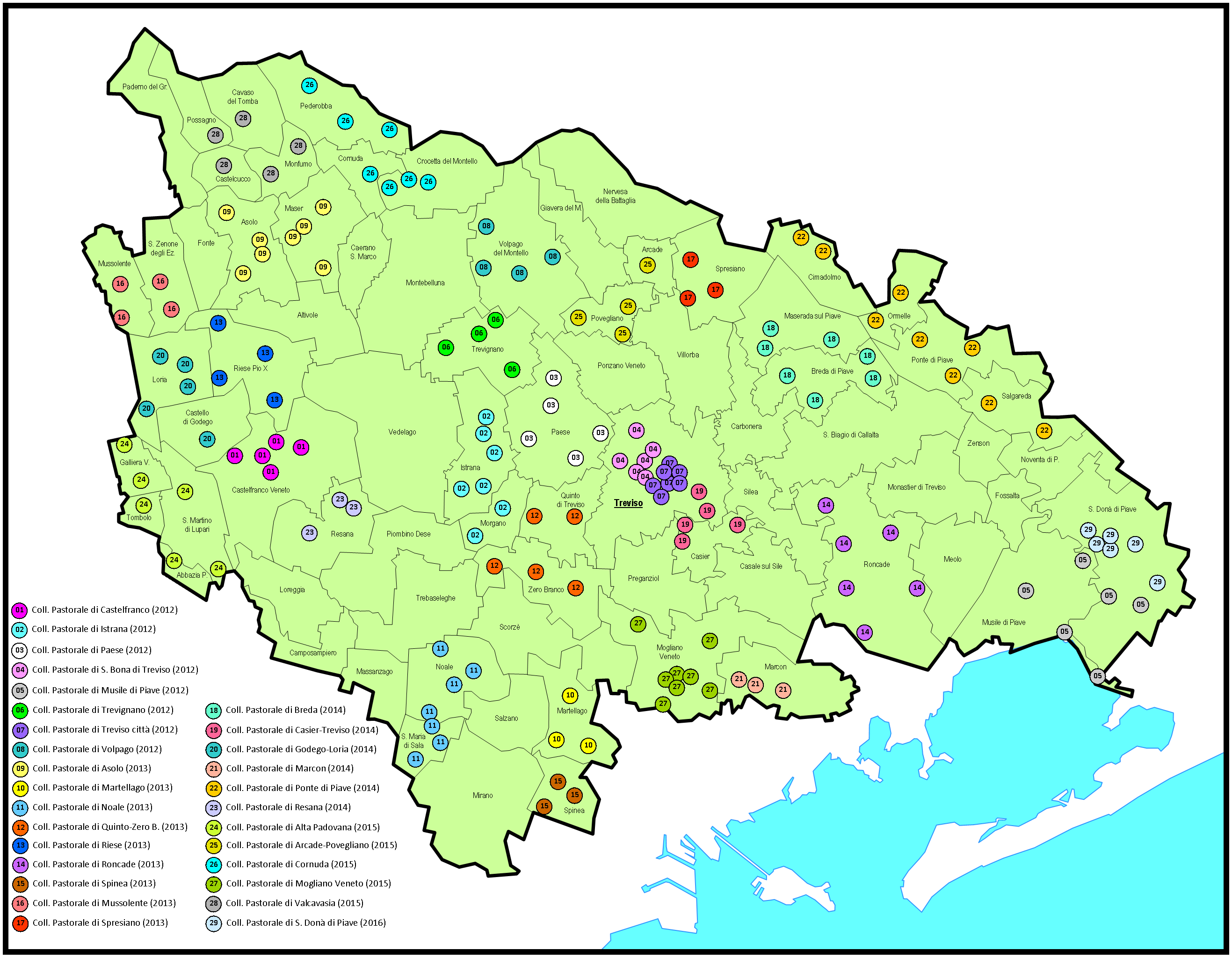
Mappa delle collaborazioni pastorali

Il 26 febbraio 2012 il vescovo Gianfranco Agostino Gardin ha istituito ufficialmente le prime quattro collaborazioni pastorali di Castelfranco, Santa Bona, Istrana e Paese, che coinvolgono ben 19 parrocchie chiamate a condividere tra loro iniziative e risorse, tra cui, a lungo andare, lo stesso parroco, data la crisi vocazionale che ha colpito la stessa diocesi veneta. Attualmente (dicembre 2018) le collaborazioni pastorali istituite hanno raggiunto il numero di quarantatré.
Le collaborazioni istituite sono le seguenti (numero di parrocchie):
- Alta Padovana (6): Abbazia Pisani - Borghetto - Galliera Veneta - Mottinello Nuovo - S. Martino di Lupari - Tombolo
- Altivole-Riese Pio X (7): Altivole - Caselle - Poggiana - Riese Pio X - S. Vito - Spineda - Vallà
- Antoniana (7): Camposampiero, Loreggia, Loreggiola, Massanzago, Rustega, Sandono, Zeminiana
- Arcade-Povegliano (4): Arcade - Camalò - Povegliano - Santandrà
- Asolo (8): Asolo - Casella - Coste - Crespignaga - Madonna della Salute - Maser - Pagnano - Villa
- Breda-Maserada (7): Breda di Piave - Candelù - Maserada sul Piave - Pero - Saletto di Piave - S. Bartolomeo di Piave - Varago
- Caerano-Montebelluna (7): Biadene - Busta Contea - Caerano di S. Marco - Caonada - Guarda - Montebelluna - S. Gaetano
- Carbonera (5): Carbonera - Mignagola - Musastrelle - Pezzan - Vascon
- Casier-Treviso (4): Casier - Dosson - Frescada - S. Antonino
- Castelfranco Veneto (10): Campigo - Duomo - Postumia - Salvarosa - Salvatronda - S. Floriano - S. Maria della Pieve - S. Andrea oltre il Muson - Treville - Villarazzo
- Castello di Godego-Loria (5): Bessica - Castello di Godego - Castione - Loria - Ramon
- Cornuda (7): Ciano del Montello - Cornuda - Covolo di Piave - Crocetta del Montello - Nogarè - Onigo - Pederobba
- Fonte-Paderno del Grappa (4): Fietta del Grappa - Fonte - Onè di Fonte - Paderno del Grappa
- Fossalta-Noventa (2): Fossalta di Piave - Noventa di Piave
- Giavera-Nervesa (6): Bavaria - Cusignana - Giavera del Montello - Nervesa della Battaglia - S. Croce del Montello - Ss. Angeli del Montello
- Istrana-Morgano (7): Badoere - Istrana - Morgano - Ospedaletto - Pezzan - Sala - Villanova
- Marcon (3): Gaggio - Marcon - S. Liberale
- Martellago (3): Maerne - Martellago - Olmo
- Meolo-Monastier (4): Losson della Battaglia - Marteggia - Meolo - Monastier
- Mirano (7): Ballò - Campocroce - Mirano - S. Leopoldo Mandić - Scaltenigo - Vetrego - Zianigo
- Mogliano Veneto (8): Campocroce - Mazzocco - Mogliano Veneto - Zerman - Ronzinella - S. Carlo - S. Antonio - Sacro Cuore
- Musile (7): Caposile - Chiesanuova - Croce di Piave - Millepertiche - Musile di Piave - Passarella - S. Maria di Piave
- Mussolente-S. Zenone (4): Ca' Rainati - Casoni - Mussolente - S. Zenone degli Ezzelini
- Noale-S. Maria di Sala (7): Briana - Cappelletta - Moniego - Noale - S. Maria di Sala - Stigliano - Veternigo
- Paese (5): Castagnole - Padernello - Paese - Porcellengo - Postioma
- Piombino Dese-Trebaseleghe (7): Fossalta Padovana - Levada - Piombino Dese - S. Ambrogio di Grion - Silvelle - Torreselle - Trebaseleghe
- Ponte di Piave (9): Campobernardo - Cimadolmo - Levada - Negrisia - Ormelle - Ponte di Piave - Roncadelle - Salgareda - S. Michele di Piave
- Ponzano Veneto (3): Ponzano - Paderno - Merlengo
- Quinto-Zero Branco (5): Quinto - S. Cristina - S. Alberto - Scandolara - Zero Branco
- Resana (3): Castelminio - Resana - S. Marco
- Roncade (6): Biancade - Ca' Tron - Musestre - Roncade - S. Cipriano - Vallio
- Salzano-Scorzè (7): Cappella - Gardigiano - Peseggia - Rio S. Martino - Robegano - Salzano - Scorzè
- S. Biagio di Callalta (8): Cavriè - Fagarè della Battaglia - Olmi S. Floriano - Rovarè - S. Biagio di Callalta - S. Andrea di Barbarana - Spercenigo - Zenson di Piave
- S. Donà di Piave (6): Calvecchia/Fiorentina - Mussetta - Palazzetto - S. Donà di Piave - S. Giuseppe - S. Pio X
- S. Bona (6): Immacolata - Monigo - S. Giuseppe - S. Liberale - S. Paolo - S. Bona
- Spinea (3): Crea - Orgnano - Spinea
- Spresiano (3): Lovadina - Spresiano - Visnadello
- Trevignano (4): Falzè - Musano - Signoressa - Trevignano
- Treviso (9): Cattedrale - Sacro Cuore - S. Bartolomeo - S. Martino Urbano - S. Nicolò - S. Agnese - S. Maria Maddalena - S. Maria Maggiore - S. Andrea in Riva
- Treviso Est (4): S. Pio X - S. Maria del Rovere - S. Ambrogio di Fiera - Selvana
- Valcavasia (5): Castelcucco - Castelli di Monfumo - Cavaso del Tomba - Monfumo - Possagno
- Vedelago (7): Albaredo - Barcon - Casacorba - Cavasagra - Fanzolo - Fossalunga - Vedelago
- Villorba (4): Catena - Fontane - Lancenigo - Villorba
- Volpago (4): S. Maria della Vittoria - Selva del Montello - Venegazzù - Volpago

## Missioni estere
Dalla diocesi di Treviso dipendono tre missioni estere:
- San Juan Bautista de las Misiones, nel Dipartimento di Misiones in Paraguay;
- Manaus, nello Stato dell'Amazonas in Brasile;
- Fianga, nella Regione di Mayo-Kebbi Est in Ciad

## Storia

### Origini
Nei primi anni dell'era cristiana, Treviso rappresentava un municipium compreso nella Regio X Venetia et Histria: l'estensione originale della diocesi, quindi, andò a coincidere con il territorio amministrativo della città, delimitato, probabilmente, a sud e ad ovest dal Sile, ad est dal Piave e a nord dalla via Postumia.
Una tradizione rimanda a san Prosdocimo di Padova, vissuto nel I secolo, la prima evangelizzazione, e quindi l'organizzazione ecclesiastica, del territorio veneto; tuttavia si ritiene che la presenza cristiana a Treviso non sia precedente al IV secolo, e di certo allora non era così consistente da giustificare la presenza di un vescovo.
Il primo vescovo storicamente attestato è un Felice, citato dall'amico Venanzio Fortunato e da Paolo Diacono. Quest'ultimo ricorda che, nel 569, raggiunse a Lovadina il re longobardo Alboino e lo convinse a risparmiare la città, ottenendo in più alcuni ampliamenti del proprio territorio, scorporati dalle diocesi di Altino e di Oderzo. Felice, con i successori Rustico e Felice II, è ricordato anche per aver preso parte allo scisma tricapitolino, opponendosi al papa.
In effetti, l'importanza della chiesa di Treviso crebbe con la decadenza delle due città, un tempo vivaci centri commerciali e vescovili. Per quanto riguarda Altino, in particolare, quando la diocesi locale fu trasferita a Torcello, a Treviso vennero traslate diverse reliquie, come i corpi dei santi Teonisto, Tabra e Tabrata e del patrono san Liberale; al contempo la circoscrizione ecclesiastica si ampliò notevolmente, raggiungendo anche i territori compresi tra il Sile e il Musone.

### Medioevo
Nei secoli successivi si delineò l'organizzazione territoriale della chiesa tarvisina, divisa in quattro arcipretati (Quinto, Cornuda, Godego e Mestre) da cui dipendevano le varie pievi e cappelle. Nel 969 la diocesi si espanse ulteriormente quando Ottone I soppresse la diocesi di Asolo incorporandone il territorio in quello di Treviso. Nel frattempo si andava affermando la presenza benedettina: nell'VIII secolo gli zeniani fondarono a Casier il monastero di San Teonisto, e a Lanzago, presso la chiesa di San Paolo, giunsero i nonantolani, mentre prendeva corpo l'istituzione del capitolo della cattedrale; nel X secolo fu la volta di Santa Maria Assunta a Mogliano Veneto e di Santa Maria del Pero a Monastier.
A partire dal XIII secolo le istituzioni religiose in città e nella diocesi furono rafforzate dall'arrivo degli ordini mendicanti (nell'ordine, francescani, domenicani e agostiniani, per concludere con le suore di clausura), favorendo lo studio, la predicazione e la nascita dei Terzi Ordini. Nella Chiesa Trevigiana fiorirono figure di spicco, quali il beato Niccolò da Boccasio, divenuto papa Benedetto XI, San Parisio e il beato Enrico da Bolzano.
Nello stesso periodo, tuttavia, i vescovi furono coinvolti nelle guerre che insanguinarono la Marca: è il caso di Adalberto Ricco, imprigionato da Ezzelino III da Romano.
Nel 1334 la diocesi arrivava ad estendersi anche sulla zona di San Donà di Piave, già compresa nella diocesi di Eraclea.

### Età moderna
Dal XIV secolo sino al 1797 la diocesi fu compresa nei domini della Serenissima, dal cui patriziato provennero gran parte dei vescovi. Al contempo si verificò un periodo di rilassatezza della vita spirituale, dovuta al benessere e alla stabilità politica portata da Venezia. Fu per questo che, dalla fine del Trecento, si svilupparono le congregazioni religiose; in quest'ambito sono da citare i vescovi Giovanni Benedetti e Ludovico Barbo. Tra il Quattro e il Cinquecento, anche per la discontinua residenza di vescovi e parroci, si ebbe un ulteriore periodo di decadenza spirituale con l'insorgere di alcune eresie.
Un nuovo periodo di fioritura si ebbe quando il vescovo Giorgio Corner tornò dal Concilio di Trento. Furono ridecorate le chiese e l'Episcopio, fondato il seminario diocesano, vennero convocati molti sinodi e aumentarono le visite pastorali. Tutto questo andava però a stridere con l'ignoranza religiosa e la decadenza morale, oltre al fatto che gran parte della vita ecclesiastica era sottoposta al rigido controllo della Repubblica di Venezia.
Da sempre parte della provincia ecclesiastica di Aquileia, con la soppressione di quest'ultima, il 19 gennaio 1753, in forza della bolla Suprema dispositione di papa Benedetto XIV, la diocesi di Treviso divenne suffraganea dell'arcidiocesi di Udine, nuova sede metropolitana per quella parte dell'antico patriarcato che si trovava nel territorio della Serenissima.
Nei subbugli seguiti alla caduta della Serenissima (1797), fondamentale è l'opera del vescovo Bernardino Marin che, contrariamente ad altre autorità ecclesiastiche, si adoperò per la salvaguardia degli interessi del clero e della popolazione. Tuttavia i danni derivanti dalle soppressioni furono notevoli: il clero trevigiano risultò ridotto di quasi un terzo, vennero chiuse numerosissime istituzioni a carattere religioso, chiese e monasteri furono letteralmente depredati (esemplari sono gli esempi dei complessi di Santa Margherita e Santa Maria).
Il 1º maggio 1818, in forza della bolla De salute Dominici gregis di papa Pio VII, Udine divenne semplice vescovato e Treviso venne aggregata alla provincia ecclesiastica di Venezia. Contestualmente si verificarono alcune piccole variazioni territoriali, con l'acquisizione delle enclavi di Mussolente e Casoni (dalla diocesi di Belluno) e di Moniego (dalla diocesi di Udine).
Seguirono quindi gli anni del vescovo Sebastiano Soldati, che dovette far fronte alle pressioni del governo austriaco. Il malumore generale coinvolse anche i religiosi e si ritiene che circa un terzo del clero sia stato coinvolto nei moti del 1848.
Nel 1865, dopo secoli di rivendicazioni, assumeva il controllo dell'abbazia di Sant'Eustachio (da tempo ridotta a prepositura) e il titolo di abate passava al vescovo stesso.
Nel 1892 venne fondato il periodico della diocesi La Vita del Popolo.
L'ultima variazione territoriale è del 1927, anno in cui la diocesi in forza della bolla Ob nova di papa Pio XI perse la gran parte della terraferma veneziana (parrocchie di Chirignago, Mestre, Dese, Favaro, Trivignano, Zelarino, Campalto, Carpenedo, ma anche Oriago, Borbiago e Mira), cedendola al patriarcato di Venezia. Questo atto fu compiuto su pressione del governo fascista di allora, che favoriva una maggiore corrispondenza tra circoscrizioni politiche ed ecclesiastiche (il territorio ceduto era stato da poco incorporato al comune di Venezia).
Il 25 novembre 1956, con la lettera apostolica Pauper et humilis, papa Pio XII ha proclamato San Pio X e San Liberale patroni della diocesi.
Nel dicembre del 2023, è stata costituita la Fondazione Diocesi Treviso Energy Ets, prima comunità energetica rinnovabile in Italia ad amministrazione diocesana.

## Cronotassi dei vescovi
Si omettono i periodi di sede vacante non superiori ai 2 anni o non storicamente accertati.
- Giovanni il Pio † (396)
- Giocondo † (421)
- Elviando † (451)[10]
- Felice I Pilumno † (menzionato nel 569)
- Rustico † (menzionato nel 589/590)[11]
- Felice II † (menzionato nel 591)
- Tiziano ? † (menzionato nel 743)[12]
- Fortunato † (777 - 803)[13]
- Landolo ? † (menzionato nell'810)[14]
- Lupo † (menzionato nell'814)
- Adeodato † (prima dell'826 - dopo l'859)
- Domenico † (menzionato nell'866)
- Aladono † (menzionato nell'880 circa)
- Adalberto I † (prima del 904 - dopo il 930)
- Martino ? † (menzionato nel 965)[15]
- Alberico (o Adalberto II o Alberto) † (prima del 967 - dopo il 968)[16]
- Felice III † (menzionato nel 966)
- Rozone † (prima del 969 - dopo il 1001)
- Almerigo I † (prima del 1006 - dopo il 1115)[17]
- Arnaldo † (prima del 1021 - 11 aprile 1023/1026 deceduto)[18]
- Rotario I † (1023/1026 - 1041 deceduto)[19]
- Ulderico I (o Oderigo, Ulderigo) † (menzionato nel 1045)
- Rotario II † (prima di ottobre 1046 - 8 ottobre 1065 deceduto)[19]
- Volfranco † (prima del 19 novembre 1065 - 1069/1070 deceduto)[20]
- Acelino † (prima di aprile 1070 - dopo gennaio 1073)[21]
- Rolando † (prima di febbraio/marzo 1078 - dopo ottobre 1089)[21]
- Corrado ? †
- Olderico II ? †
- Almerigo II ? †[22]
- Lupoldo o Gumboldo † (prima di luglio/dicembre 1096 - 18 settembre 1124 deceduto)[23]
- Gregorio Giustiniani † (prima del 1131 - dopo il 1150)
- Bonifacio † (menzionato nel 1152)
- Biancone † (1153 - dopo gennaio 1156)
- Ulderico III † (circa 1157 - 1179)
- Corrado II † (1179 - 1197 deceduto)
- Enrico di Ragione † (menzionato nel novembre 1197)
- Ambrogio † (1199 - 4 luglio 1209 dimesso)
- Tisone da Vidor † (1209 - 1245 deceduto)
- Gualtiero, O.P. † (prima di maggio 1247 - 8 febbraio 1255 nominato vescovo di Castello)[24]
- Adalberto III Ricco, O.F.M. † (27 agosto 1255 - 28 aprile 1274 o 1275 deceduto)
- Presavio Novello † (16 ottobre 1279 - ?)
- Tolberto Calza † (menzionato nel 1290)
- Pandolfo da Lusia † (prima del 24 novembre 1305 - dopo agosto 1308)[25]
- Salomone de' Salomoni † (prima del 1309 - 1322 deceduto)
- Ubaldo de' Gabrielli, O.S.B. † (6 giugno 1323 - 1336 deceduto)
- Pier Paolo Dalla Costa † (4 maggio 1336 - 1350 deceduto)
- Giovanni Malabayla † (18 aprile 1352 - 3 luglio 1355 nominato vescovo di Asti)
- Azzone de' Maggi † (3 luglio 1355 - 17 luglio 1357 deceduto)
  - Pileo da Prata † (1º giugno 1358 - 12 giugno 1359 nominato vescovo di Padova) (vescovo eletto)[26]
- Pierdomenico di Baone † (12 giugno 1359 - 1384)
- Niccolò Beruti, O.P. † (27 ottobre 1385 - 9 settembre 1394 nominato vescovo di Massa Marittima)[27]
- Lorenzo Gambacorta † (9 settembre 1394 - 1409 deceduto)
- Giacomo da Treviso † (25 novembre 1409 - febbraio 1416 deceduto)
  - Giovanni Motoni † (13 marzo 1416 - ?) (vescovo eletto)[28]
- Giovanni Benedetti, O.P. † (8 marzo 1418 - 14 aprile 1437 deceduto)
- Ludovico Barbo, O.S.B. † (15 aprile 1437 - settembre 1443 deceduto)
- Ermolao Barbaro † (16 ottobre 1443 - 16 novembre 1453 nominato vescovo di Verona)
- Marino Contarini † (19 novembre 1453 - prima del 2 ottobre 1455 deceduto)
- Marco Barbo † (14 novembre 1455 - 17 settembre 1464 nominato vescovo di Vicenza)
- Teodoro de Lellis † (17 settembre 1464 - 31 marzo 1466 deceduto)
- Francesco Barozzi † (17 aprile 1466 - 1471 deceduto)
- Pietro Riario, O.F.M.Conv. † (4 settembre 1471 - 28 aprile 1473 nominato arcivescovo di Spalato)
- Lorenzo Zane † (28 aprile 1473 - 27 febbraio 1478 nominato vescovo di Brescia)
- Giovanni o Zanetto Dacre, O.F.M. † (6 aprile 1478 - 15 febbraio 1485 deceduto)
- Nicolò Franco † (21 febbraio 1485 - 1499 deceduto)
- Bernardo de' Rossi † (16 agosto 1499 - 28 giugno 1527 deceduto)
  - Francesco Pisani † (27 gennaio 1528 - 20 febbraio 1538 dimesso) (amministratore apostolico)
- Giorgio Corner † (20 febbraio 1538 - 1577 dimesso)
- Francesco Corner † (29 novembre 1577 - 1595 dimesso)
- Ludovico Molin † (13 novembre 1595 - 1604 deceduto)
- Francesco Giustiniani, O.S.B. † (18 luglio 1605 - 1623 dimesso)
- Vincenzo Giustiniani † (18 dicembre 1623 - 31 gennaio 1633 nominato vescovo di Brescia)
- Silvestro Marcantonio Morosini, O.S.B. † (14 marzo 1633 - 7 marzo 1639 deceduto)
- Marco Morosini † (3 ottobre 1639 - 31 luglio 1645 nominato vescovo di Brescia)
- Giovanni Antonio Lupi † (21 agosto 1645 - 4 gennaio 1668 deceduto)
- Bartolomeo Gradenigo † (27 febbraio 1668 - 13 luglio 1682 nominato vescovo di Brescia)
- Giovanni Battista Sanudo † (19 giugno 1684 - gennaio 1709 deceduto)
- Fortunato Morosini, O.S.B. † (7 aprile 1710 - 15 marzo 1723 nominato vescovo di Brescia)
- Augusto Antonio Zacco † (22 novembre 1723 - 18 febbraio 1739 deceduto)
- Benedetto De Luca † (22 giugno 1739 - giugno 1750 deceduto)
- Paolo Francesco Giustinian, O.F.M.Cap. † (16 novembre 1750 - 16 febbraio 1788 dimesso[29])
- Bernardino Marin, C.R.L. † (7 aprile 1788 - 9 ottobre 1817 deceduto)
  - Sede vacante (1817-1822)[30]
- Giuseppe Grasser † (2 dicembre 1822 - 15 dicembre 1828 nominato vescovo di Verona)
- Sebastiano Soldati † (18 maggio 1829 - 10 dicembre 1849 deceduto)
- San Giovanni Antonio Farina † (30 settembre 1850 - 28 settembre 1860 nominato vescovo di Vicenza)
- Federico Maria Zinelli † (30 settembre 1861 - 24 novembre 1879 deceduto)
- Giuseppe Callegari † (27 febbraio 1880 - 25 settembre 1882 nominato vescovo di Padova)
- Giuseppe Apollonio † (25 settembre 1882 - 12 novembre 1903 deceduto)
- Beato Andrea Giacinto Longhin, O.F.M.Cap. † (13 aprile 1904 - 26 giugno 1936 deceduto)
- Antonio Mantiero † (24 agosto 1936 - 15 febbraio 1956 deceduto)
- Egidio Negrin † (4 aprile 1956 - 15 gennaio 1958 deceduto)
- Antonio Mistrorigo † (25 giugno 1958 - 19 novembre 1988 ritirato)
- Paolo Magnani † (19 novembre 1988 - 3 dicembre 2003 ritirato)
- Andrea Bruno Mazzocato (3 dicembre 2003 - 20 agosto 2009 nominato arcivescovo di Udine)[31]
- Gianfranco Agostino Gardin, O.F.M.Conv. † (18 dicembre 2009 - 6 luglio 2019 ritirato)
- Michele Tomasi, dal 6 luglio 2019

## Persone legate alla diocesi
- San Liberale, patrono della diocesi;
- Santi Teonisto, Tabra e Tabrata, martirizzati a Musestre nel 380;
- Beato Benedetto XI, O.P., papa, nato a Treviso o a Valdobbiadene nel 1240;
- San Parisio, camaldolese, morto a Treviso nel 1267;
- Beato Enrico da Bolzano, religioso, morto a Treviso nel 1315 e sepolto in cattedrale;
- San Pio X, papa, del clero trevigiano, nato a Riese nel 1835;
- Santa Giuseppina Bakhita, religiosa, che visse a lungo a Zianigo di Mirano;
- Santa Maria Bertilla Boscardin, religiosa, morta a Treviso nel 1922;
- Beato Giuseppe Toniolo, fondatore della Settimana sociale dei cattolici italiani, nato a Treviso nel 1845.

## Statistiche
La diocesi nel 2023 su una popolazione di 864.900 persone contava 760.000 battezzati, corrispondenti all'87,9% del totale.
| anno | popolazione | popolazione | popolazione | presbiteri | presbiteri | presbiteri | presbiteri                | diaconi | religiosi | religiosi | parrocchie |
| anno | battezzati  | totale      | %           | numero     | secolari   | regolari   | battezzati per presbitero | diaconi | uomini    | donne     | parrocchie |
| ---- | ----------- | ----------- | ----------- | ---------- | ---------- | ---------- | ------------------------- | ------- | --------- | --------- | ---------- |
| 1950 | 541.338     | 541.410     | 100,0       | 802        | 624        | 178        | 674                       |         | 234       | 1.998     | 238        |
| 1969 | 570.573     | 570.830     | 100,0       | 847        | 585        | 262        | 673                       |         | 379       | 2.210     | 250        |
| 1980 | 684.417     | 685.666     | 99,8        | 830        | 553        | 277        | 824                       | 1       | 406       | 1.420     | 262        |
| 1990 | 720.405     | 727.256     | 99,1        | 765        | 518        | 247        | 941                       | 5       | 393       | 1.289     | 265        |
| 1999 | 766.278     | 777.278     | 98,6        | 697        | 484        | 213        | 1.099                     | 12      | 305       | 1.036     | 265        |
| 2000 | 769.500     | 783.556     | 98,2        | 693        | 483        | 210        | 1.110                     | 16      | 302       | 1.026     | 265        |
| 2001 | 768.500     | 792.431     | 97,0        | 686        | 479        | 207        | 1.120                     | 16      | 298       | 1.016     | 265        |
| 2002 | 770.050     | 800.161     | 96,2        | 667        | 462        | 205        | 1.154                     | 17      | 295       | 990       | 265        |
| 2003 | 770.045     | 800.216     | 96,2        | 660        | 462        | 198        | 1.166                     | 17      | 279       | 955       | 265        |
| 2004 | 772.150     | 807.877     | 95,6        | 658        | 463        | 195        | 1.173                     | 17      | 273       | 941       | 265        |
| 2010 | 807.020     | 885.220     | 91,2        | 605        | 433        | 172        | 1.333                     | 22      | 229       | 822       | 265        |
| 2014 | 805.900     | 906.000     | 89,0        | 553        | 413        | 140        | 1.457                     | 22      | 163       | 546       | 265        |
| 2017 | 777.300     | 884.100     | 87,9        | 534        | 399        | 135        | 1.455                     | 26      | 135       | 480       | 265        |
| 2020 | 778.500     | 886.000     | 87,9        | 521        | 377        | 144        | 1.494                     | 26      | 144       | 468       | 265        |
| 2022 | 763.000     | 868.370     | 87,9        | 519        | 369        | 150        | 1.470                     | 26      | 150       | ?         | 265        |
| 2023 | 760.000     | 864.900     | 87,9        | 500        | 350        | 150        | 1.520                     | 26      | 166       | 380       | 265        |